# 木姐区
木姐区，是缅甸联邦第一特区贵概县下辖的一个区。

## 行政区划
木姐区下辖以下等乡镇：
- 105码乡（၁၀၅ မိုင် ကျေးရွာ）[1]